# Corby
Pour les articles homonymes, voir Corby (homonymie).
 (décembre 2010).
Le contenu est difficilement compréhensible vu les erreurs de traduction, qui sont peut-être dues à l'utilisation d'un logiciel de traduction automatique.
Corby est une ville industrielle et un gouvernement local du district situés à 13 km au nord de Kettering, dans le Northamptonshire, en Angleterre. La circonscription dans son ensemble a une population de 53 174 au recensement de 2001, la ville représentait 49 222.
Corby est dans un triangle formé par la Leicester, Peterborough et Northampton. L'arrondissement de Corby a des frontières avec l'arrondissement de Kettering, le district de Est Northamptonshire et le district de Harborough.
Les villes les plus proches sont Kettering, Market Harborough, Desborough et Rothwell. Corby est à environ 24 km au nord-est du chef-lieu, Northampton.

## Histoire

### Préhistoire
Des objets datant du Mésolithique et du Néolithique ont été découverts dans les environs de Corby et des restes humains datant de l'âge du bronze ont été retrouvés en 1970 à Cowthick.
Les premiers signes de règlement permanent provient du VIIIe siècle, lorsque les envahisseurs danois sont arrivés et le règlement est devenu connu sous le nom de la Kori par - Kori du règlement. Le règlement a été enregistré dans la Domesday Book de 1086 comme « Corbei ».
Corby a pour emblème le corbeau, découle d'un autre sens de ce mot.
Ces itinéraires danois sont encore évidentes aujourd'hui par voie de l'étymologie de la plus méridionale de la ville de lotissements, Danesholme, autour de laquelle l'un des établissements danois est situé.
Corby a obtenu le droit de tenir deux foires annuelles et un marché de Henry III en 1226. En 1568, Corby a été accordé une charte par Elizabeth I que les propriétaires terriens locaux exemptés de péages (la taxe payée par les voyageurs à utiliser la version longue distance des routes), des cotisations (une forme précoce de l'impôt sur le revenu)  et tous les hommes ont le droit de refuser de servir dans la milice locale.
Une légende populaire dit que la reine, lors d'une partie de chasse à Rockingham Forest est tombée de son cheval ou a été prise au piège dans un marais. Après avoir été sauvée par des villageois de Corby, elle a accordé la charte en gratitude pour son sauvetage. Une autre explication est qu'il a été accordé comme une faveur à son amant prétendu Sir Christopher Hatton.
Le pôle Corby Fair est un événement qui a eu lieu tous les 20 ans depuis 1862 pour la célébration de la charte.

### Du village rural à la ville industrielle
Depuis l’époque romaine, le travail du minerai de fer a été pratiqué dans la région. L’arrivée du chemin de fer au XIXe siècle et la découverte de gisements importants ont favorisé le développement de l’industrie minière. Dès 1910 une carrière était opérationnelle.
Encore un simple village avec une population de 1 500 habitants en 1910, Corby s’est hissé rapidement au rang de ville industrielle de taille moyenne après que la firme Stewarts & Lloyds a décidé de construire une aciérie directement intégrée à une carrière où serait extrait le minerai de fer. Mise en chantier dès 1934, cette aciérie amènera de nombreux travailleurs, en particulier des régions sinistrées de l’ouest de l’Écosse ainsi que des Irlandais. En 1939, la population avait grimpé à 12 000 habitants, conférant à Corby sa réputation de plus grand « village » du pays. C’est à ce moment que le gouvernement britannique lui a accordé le statut de communauté urbaine.

### Les années 1940 et 1950
Au cours de la Seconde Guerre mondiale, les aciéries de Corby furent une cible potentielle pour l'aviation allemande, mais seules quelques bombes furent larguées par des avions isolés et il n'y eut pas de victimes. L'ensemble de la zone était couvert par d'énormes nuages noirs et denses, à faible altitude, créés artificiellement par la combustion volontaire de pétrole et de latex afin de dissimuler les convertisseurs Bessemer aux équipages des bombardiers allemands.
Les seules traces encore visibles des attaques allemandes sont des impacts de balles au vieux bureau de poste de Corby Village (connu de nos jours sous le nom de Maddisons Storm Bar et discothèque). Personne ne connait les circonstances exactes de l'attaque, mais d'après une histoire apocryphe, on raconte qu'un pilote solitaire rentrant en Allemagne après un raid réussi sur Coventry vit des lumières et décida d'épuisé son stock de balles. L'authenticité de cette histoire est invérifiable, mais c'est la théorie la plus populaire parmi les habitants du quartier. Les aciéries de Corby aciéries firent une contribution notable à l'effort de guerre en fabriquant les tubes d'acier utilisés dans l'Opération PLUTO (Pipe-Line Under The Ocean) pour approvisionner en carburant les forces alliées sur le continent européen.
En 1950, la population de la ville s'élevait à 18 000 habitants. Cette année-là, Corby fut désignée pour accueillir une ville nouvelle. La ville connut alors sa deuxième vague d'expansion.

### Le déclin de l'industrie sidérurgique
En 1967, l'industrie sidérurgique britannique est nationalisée et Stewarts & Lloyds est intégrée dans British Steel. En 1973, le gouvernement a approuvé une stratégie de consolidation de la fabrication d'acier dans cinq domaines principaux: Galles du Sud, Sheffield, Scunthorpe, Teesside (en) et en Écosse, dont plusieurs sites côtiers ayant accès à l'approvisionnement économique en minerais d'importation riches en fer. En 1975, le gouvernement a accepté un programme qui conduirait à l'élimination progressive de la fabrication de l'acier à Corby.
En novembre 1979, la fin de la fabrication du fer et de l'acier à Corby a été officiellement annoncée. À la fin de 1981 plus de 5 000 emplois ont été perdus à la British Steel, à Corby, ainsi que d'autres pertes d'emplois ont conduit à la perte totale de 11 000 emplois, ce qui fit monter le taux de chômage à plus de 30 %,. Par la suite, le tuyau d'acier était dans un premier temps fournie par chemin de fer de Teesside et maintenant de-Galles du Sud.
Une nouvelle industrie a par la suite été attirée par la ville en 1991 et le taux de chômage retourna à la moyenne nationale. La reprise de Corby a été expliqué en 1990 par John Redwood, puis un ministre junior dans le Département du commerce et de l'industrie, comme étant un résultat de la création d'une zone industrielle, la promotion de Corby par le gouvernement, le travail des investisseurs privés et les compétences de la main-d'œuvre. D'autres pensent la ville a été la récupération assistée de manière significative par sa situation centrale et substantielle des subventions de l'UE.

### Réaménagement
Au nord de Corby, sur les zones industrielles, une centrale de 350 MW est construite en 1994. En 2001, c'est le Rockingham Motor Speedway, un circuit automobile ovale, qui est inauguré par la reine Élisabeth II.

## L’affaire des déchets toxiques
En juillet 2009, le conseil municipal de Corby a été jugé responsable de l'exposition, par négligence, de femmes enceintes à des déchets toxiques lors du réaménagement du site de l'ancienne aciérie Stewarts & Lloyds. Une exposition à des poussières toxiques qui a provoqué des malformations congénitales à leurs enfants. Après dix ans de bataille juridique, le juge a conclu en faveur de 16 des 18 demandeurs, dont le plus âgé était de 22 ans au moment de la décision. Elle était la première au monde à établir un lien entre la pollution en suspension dans l'air et des malformations congénitales.  Les familles obtiennent en 2010 un règlement financier qui s’élève à 14,6 millions de livres sterling. Cette histoire a été racontée dans la série Toxic Town, diffusée sur Netflix

## Transports

### Chemin de fer
Jusqu’en avril 2009 la gare de Corby ne voyait plus passer qu’un seul train par jour, la reliant à Londres. Depuis lors, l’offre ferroviaire a fait l’objet d’une amélioration, la gare étant désormais desservie toutes les heures.

## Politique
Le membre actuel du Parlement pour Corby est Phil Hope MP (Parti travailliste (Royaume-Uni)).
La circonscription de Corby contient les parties de conservateur traditionnellement East Northamptonshire, qui concilient la tradition du Travail ville de Corby conduisant à un groupe marginal qui a été à la partie formant le gouvernement national dans chaque élection générale depuis la création de la circonscription en 1979. Dans l'Élection générale de 2005, le Parti Travailliste a gagné Corby par une majorité d'un peu plus de 1000. Le conseil d'arrondissement de Corby est contrôlé par le Parti travailliste depuis 1979. En 2007, le conseil avait 16 représentants Travaillistes, huit Conservateurs et cinq Libéraux-Démocrates.

## Élections
- Corby Borough Council Élections 2007
- Parlement européen Élections 2004 (East Midlands de circonscription)
- Royaume-Uni élection générale 2005 (Corby Circonscription)

## Société et la culture
Les vagues de migration écossaises, particulièrement prononcées à Corby et dans son arrondissement, se traduisent encore aujourd'hui par le « Corby accent », dénommé « Corbyite », qui est souvent décrit comme Glaswegian.
Le lien avec l'Écosse est l'une des principales caractéristiques de la région : selon le recensement de 2001, il y avait 10 063 écossais nés dans la zone urbaine de Corby - 18,9 % de la population, tandis que 1,3 % sont nés en Irlande du Nord. On estime ainsi que plus du tiers de la population est écossaise ou d'origine écossaise.
Le patrimoine écossais est cher à de nombreux habitants : clubs sportifs et sociaux écossais et une base de fervents défenseurs des clubs de football de Glasgow Celtic et Rangers. Jusqu'à sa fermeture en 2013, Corby accueillait ainsi le plus grand club de supporters du Rangers en dehors de Glasgow et de l'Irlande du Nord. Beaucoup de boutiques vendent des produits écossais et un supermarché a même introduit une signalisation en gaélique (qui a depuis lors été retiré). Tous les ans, une Highland Gathering écossaise mettant en vedette musique et danse traditionnelles des Highlands, se déroule dans la ville.
Selon le recensement de 2001 seule 1,7 % de la population est non-blanche, et l'âge moyen de la population (37,2) est légèrement inférieur à la moyenne pour l'Angleterre et du Pays de Galles (38,6).

## Personnalités
- Le footballeur Gerard Lavin y est né en 1974.

## Jumelage
- Châtellerault (France) depuis le 9 septembre 1979
- Velbert (Allemagne)